# Kocurany
Kocurany (Hongaars: Kocurány) is een Slowaakse gemeente in de regio Trenčín, en maakt deel uit van het district Prievidza.
Kocurany telt 468 inwoners.